# Огастин (вулкан)
О́гастин или А́вгустина (англ. Augustine) — действующий стратовулкан, образующий одноимённый остров в заливе Кука. Возраст — 1600 лет. Высота — 1252 метра.

## Извержения
Последнее извержение было в 2006 году. В 1945 году вулкан сильно разрушился и появилась кальдера, в которой через 15 лет появился купол. В 1993 году на вулкане прогремел взрыв. Вулкан уничтожил городок возле восточного склона. В 2004 году остров увеличился в 2 раза.

## Интересные факты
- В 1997 году на склонах вулкана проводились съёмки фильма «Пик Данте». В этом фильме показано извержение 1993 года.
- Последнее извержение вулкана можно было увидеть ежечасно через обновляемые фотографии с нескольких камер, одна из которых была расположена прямо на склоне кратера вулкана[4].

### Видео
Видео извержения вулкана Августин на YouTube